# バリー・アイスラー
バリー・アイスラー（Barry Eisler、1964年 - ）は、アメリカ合衆国の小説家。元CIAの工作員。
日米ハーフの殺し屋ジョン・レイン（John Rain）を主人公としたシリーズと、米軍の秘密作戦専門家ベン・トレヴェン（Ben Treven）を主人公とするシリーズで有名。前者は、『レイン・フォール/雨の牙』として2009年に映画化された。
日本在住経験があり、日本語ができる。

## 作品
ジョン・レイン・シリーズ
- 雨の牙 Rain Fall (2002) - 2009年に『レイン・フォール/雨の牙』の題で映画化。ジョン・レイン・シリーズ第1作
- 雨の影 Hard Rain (2003) - ジョン・レイン・シリーズ第2作
- 雨の罠 Rain Storm (2004) - ジョン・レイン・シリーズ第3作
- 雨の掟 Killing Rain (2005) - ジョン・レイン・シリーズ第4作
- The Last Assassin (2006) - ジョン・レイン・シリーズ第5作
- Requiem For an Assassin (2007) - ジョン・レイン・シリーズ第6作
- The Detachment (2011) - ジョン・レイン・シリーズ第7作

ベン・トレヴェン・シリーズ
- フォールト・ライン―断たれた絆　Fault Line (2009)
- Inside Out (2010)

短編
- Paris is a Bitch (John Rain, 2011)
- The Lost Coast (Larison, 2011)